# Hortense Tackels

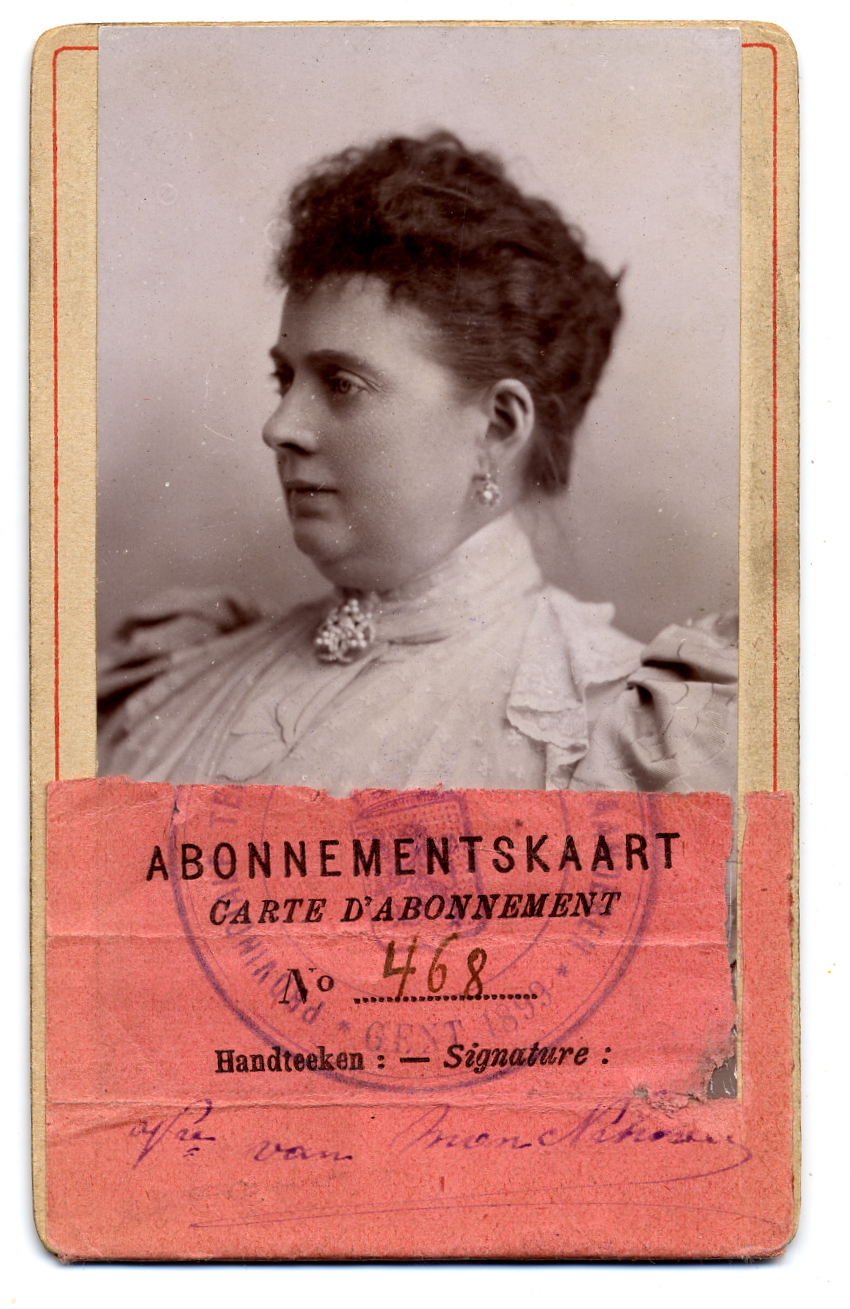
Abonnementskaart Hortensia Tackels, weduwe Van Monckhoven

Hortensia Tackels (Gent, 12 september 1839 – Gent, 1911) was een Belgische vrouwelijke ondernemer. Na de dood van haar echtgenoot, de Gentse fotografiepionier en -uitvinder Désiré Van Monckhoven, nam zij in 1882 de leiding van zijn fabriek voor fotografisch materiaal over. Onder haar beheer kende het bedrijf een aanzienlijke uitbreiding, onder meer met de bouw van een nieuwe fabrieksvleugel aan Einde Were in Gent en de installatie van een tweede stoomketel. Volgens de publicatie Fotografie te Gent stelde zij dertig vrouwen tewerk voor het aanbrengen van emulsie op glasplaten. Een andere bron, het FOMU-dossier Vrouwelijke pioniers, vermeldt dat onder haar leiding 45 vrouwelijke en vier mannelijke werknemers betrokken waren bij de productie van onder meer fotopapier, emulsies en negatiefplaten.

## Biografie
Hortensia Tackels werd geboren in Gent in 1839. Er zijn aanwijzingen dat ze als modiste zou hebben gewerkt en in de Rasphuisstraat woonde naast haar vader, een gewezen ‘schipmaeker’. In 1872 huwde ze de Gentse fotograaf Désiré Van Monckhoven, die op dat moment in Wenen woonde. Kort voor het huwelijk vertrok zij naar Wenen, waar Van Monckhoven actief was als fotograaf in de studio Rabending und Monckhoven. Sommige bronnen suggereren dat het koppel al eerder een relatie had en dat er voor hun huwelijk al twee kinderen waren. Na hun terugkeer vestigden zij zich in de Hospitaalstraat, huidige Krijgsgasthuisstraat, in Gent, waar Van Monckhoven een fabriek voor pigmentpapier oprichtte. Na zijn overlijden in 1882 nam Hortensia Tackels de leiding van het bedrijf over en breidde het uit.